# 支那扇の女
『支那扇の女』（しなおうぎのおんな）は、横溝正史の短編推理小説。「金田一耕助シリーズ」の一つ。

## 概要と解説
本作はリメイク的な作品であり、以下のような原形の流れがある。
まず1946年に『ペルシャ猫を抱く女』という短編が『キング』に連載された。この作品の主要人物名には『獄門島』と共通するものが多かったため、専ら人物名のみを変更した（後述）『肖像画』（1952年）が書かれた。以上の作品の軸となるストーリーは本作には継承されていないが、ストーリーの背景である名画や昔の毒殺事件に関する設定および関連するトリックをほぼ踏襲する形で、金田一耕助登場作品『支那扇の女』（短編版）が『太陽』1957年12月号に掲載され、1960年7月に続刊『金田一耕助推理全集』第2巻（東京文芸社）に収録する際に長編に改稿された。
短編版は長編版に比べるとかなり短く、内容的にも前半（というより序盤）部分のみで、長編版の早い時点で志村刑事が疑いをかけた人物を犯人とする形で決着する。しかし長編版ではそのあと、短編版では名前のみの登場である夏彦（短編版では一彦）が昔の毒殺事件に関する詳しい情報を提供し、短編版には登場しない辺見東作が殺害され、短編版とは異なる犯人であることが明らかになり、さらに冒頭での展開の背景となっている「このところ頻発する高級住宅地での盗難事件」の真相も明らかになる。また、警察関係者（山川警部補、志村刑事）など短編版では明確に描写されていない人物が詳細に描写されている。
結末に明かされる真相は相当に衝撃的だが、ミステリを読みなれた読者には早い段階でインスピレーションが働く可能性もあり、感想が二分されている。
なお本作の長編版は、のちに『扉の影の女』や『病院坂の首縊りの家』で金田一の助手を務める多門修の初登場作品であり、最後の大捕物で活躍する。

## あらすじ
昭和初期に『明治大正犯罪史』という、福井作太郎という新聞記者が原稿料稼ぎに書いた猟奇趣味向けの本の中に「支那扇の女」という一章がある。
この「支那扇の女」というのは八木克子という女性のことで、1882年（明治15年）に書かれた日本洋画史上に残る傑作と言われた名画「支那扇の女」のモデルであることからこう呼ばれた。彼女は岡山県S地方で栄えていた豪農・本多家の娘で、かつてこの地方の領主（後に子爵）であった八木家の冬彦に嫁がされた人物であったが、1886年（明治19年）、夫・冬彦と姑・加根子、義妹・田鶴子の毒殺未遂容疑で逮捕された。克子は犯行を否認し続けたが、前述の政略的なにおいの強い結婚や結婚以前から愛人（前述の名画「支那扇の女」を書いた画家・佐竹恭助）がいたとされたことなどから夫の一家をよく思わずに毒を盛ったとされ、3年後の1889年（明治21年）、事件の審理中に獄中死した（後に佐竹も毒を飲んで死亡）。
彼女の死後、名画「支那扇の女」の行方は分からなくなり、彼女の生家の本多家では一族の汚名となった克子の写真などを焼き捨ててしまったというので、その時一緒に処分されたのではないかと福井作太郎に推測されている。
時は移り1957年（昭和32年）8月20日の早朝、パトロール中の成城署の木村巡査は、白いパジャマの上にレインコートを羽織った若い女が目の前に現れるや駆け出すのを目撃する。木村巡査は女を追いかけ、小田急線の陸橋から飛び降りようとするのを近所に住む歯科医の瀬戸口たちの助力もあって何とか阻止し、その女・朝井美奈子を瀬戸口と一緒に自宅まで送り届ける。ところが、家では夫・照三の先妻の母親・藤本恒子と女中の武田君子が斬殺されていた。先妻の娘・小夜子は在宅していたが無事で、小説家である照三は仕事場である渋谷のアパートに泊まり込んでいたため留守であった。
美奈子が語るには、朝起きるとパジャマの袖口には血がついており、部屋から出てみると2人の斬殺死体と血にまみれた凶器の薪割りがあった。夢遊病の病癖があり、夜間に遊行している間のことを何も覚えていない美奈子は、自分が2人を殺したものと思い込んで半狂乱となり、家を飛び出して自殺しようとしたのであった。
警視庁の等々力警部から連絡を受けて捜査に加わった金田一耕助は、美奈子の大伯母が明治時代の毒殺魔・八木克子であること、克子の夫・冬彦は照三の大伯父であること、美奈子がその犯罪の詳細を『明治大正犯罪史』で読み、また先年に暴かれた八木家の墓から見つかった克子の肖像画「支那扇の女」に描かれた顔が美奈子に生き写しであったことから自分が毒殺魔の生まれ変わりではないかと思い込み、元々の持病であった夢遊病が最近ひどくなっていたということを、照三と彼女自身から聞かされる。
金田一たちは、美奈子にことさら『明治大正犯罪史』や「支那扇の女」を見せつけ、彼女の思い込みを故意に増長しようとしていた夫の照三に対し深い疑惑を抱く。さらに金田一たちは、照三のいとこで八木家の現当主・夏彦から、克子が毒殺魔であるというのはまったくの濡れ衣で、真犯人は義妹・田鶴子であったこと、そのことは八木家では周知の事実であり、照三も当然知っているはずであることを聞かされ、さらに肖像画も偽物であると指摘される。
（短編版はここの夏彦の説明のうち「克子が毒殺魔であるというのは濡れ衣」というくだり以外を金田一自身が説明し、今回の事件について「照三が美奈子を遺産目当てに自殺に追い込もうとしたのだろう」と意見を述べて終了し、以下は長編になって追加された部位である）
金田一のアドバイスで、照三の周辺で絵を偽作しそうな人物を捜索していた警察は、照三の小説の挿絵を描いている辺見東作を突き止める。辺見は数年前、恩師の絵を偽作して破門された札付きの人物であった。その辺見が8月25日、吉祥寺の自宅で毒殺されているのが発見された。現場に残されていた美奈子の写真や「支那扇の女」の下絵らしきスケッチ、かじりかけのチーズの歯形が照三のものと一致したことなどから、照三が逮捕される。
それから1か月後の9月20日、事件は急転直下し、意外な終結を迎える。

## 登場人物
☆の人物は言及のみを含めても短編版に未登場
金田一耕助（きんだいち こうすけ）
私立探偵。
八木克子（やぎ かつこ）
故人。名画「支那扇の女」のモデル。実家の本多家は旧八木家領の豪農。1887年（明治19年）、夫と姑、小姑を毒殺しようとしたとの容疑をかけられ、審理中の1889年（明治21年）春に死亡。
八木冬彦（やぎ ふゆひこ）
故人。子爵。岡山県S地方の領主の末裔。妻・克子を告発した後、1890年（明治23年）に死亡。
八木春彦
故人。冬彦の弟。冬彦の死後、八木家を継いだ。
八木加根子
故人。冬彦・春彦の母。『明治大正犯罪史』では「泰子」とある。
八木田鶴子（やぎ たづこ）
故人。冬彦・春彦の妹。『明治大正犯罪史』では「鶴子」とある。1897年（明治30年）に駆け落ちのすえ窮死。
☆八木秋彦
故人。春彦の子。八木家の先代当主。
本多李衛（ほんだ りえい）
故人。克子の弟。
佐竹恭助
故人。洋画家。名画「支那扇の女」の作者。克子の結婚以前の愛人。克子が告発されてまもなく服毒死。
朝井美奈子（あさい みなこ）
本多李衛の孫。26歳。警察の調べでは1955年（昭和30年）の春、夏彦の証言では1954年（昭和29年）の秋に照三の後妻となる。
朝井照三（あさい てるぞう）
美奈子の夫。春彦の孫（秋彦の姉の子）にあたる。児童向け小説家。36歳。渋谷松濤のアパート「兎月荘」（とげつそう）に仕事場がある。
朝井康子（あさい やすこ）
故人。照三の先妻。1954年（昭和29年）の春に死亡。
朝井小夜子（あさい さよこ）
照三と康子の娘。9歳。小児マヒで脚が不自由。
藤本恒子（ふじもと つねこ）
康子の母。58歳。
武田君子（たけだ きみこ）
朝井家の女中。18歳。
八木夏彦（やぎ なつひこ）
八木家現当主。秋彦の息子。従兄弟にあたる照三とはだいたい同じ年齢である。S銀行に勤務。田園調布に在住。1955年（昭和30年）9月下旬、八木家の菩提寺・浄哲寺が都市計画のため移転する際に先祖の墓を発掘した。
☆八木晶子（やぎ あきこ）
夏彦の妻。
☆本多勝喜
美奈子の兄。退院した美奈子を実家へ連れ帰るべく岡山から上京。
瀬戸口
歯科医。40歳前後。朝井家の近所に住む。
☆辺見東作
朝井の小説の挿絵をよく描いている画家。ある高名な洋画家に師事していたが、師匠の絵を偽作して破門されている。1921年（大正10年）生まれ。4 - 5年前に吉祥寺に家を建てて住んでいるが、3年ほど前に離婚している。
☆佐藤貞子（さとう さだこ）
辺見家の通いの家政婦。
等々力大志（とどろき だいし）
警視庁の警部。
☆山川
成城署の警部補。本事件の捜査主任。
☆志村
成城署の刑事。
木村
成城署の巡査。
☆服部（はっとり）
武蔵野署の警部補。
☆多門修（たもん おさむ）
数犯の前科を持つ。かつて助けられた金田一に心酔している。
福井作太郎（ふくい さくたろう）
新聞記者。昭和5年に出版された『明治大正犯罪史』の作者。
☆木下渓雪（きのした けいせつ）
1924年（大正3年）の『犯罪学研究』に「支那扇の女の冤をそそぐ」という論文を発表した学者。
☆古館（ふるたて）
東大教授。八木家の墓の発掘に立ち会った。
☆春山謙吉
江戸時代の研究家。八木家の墓の発掘に立ち会った。

## 原型各作品との相違点
|                            | ペルシャ猫を抱く女                | 肖像画                            | 支那扇の女                          |
| -------------------------- | --------------------------------- | --------------------------------- | ----------------------------------- |
| 「私」への情報源           | 五井（画家）                      | 秋元（画家）                      | 不明                                |
| 毒殺事件の本               | 明治犯罪史（大正元年）            | 明治犯罪史（大正元年）            | 明治大正犯罪史（昭和5年）           |
| 上記本の執筆者             | 明治研究家として名高いK博士       | 明治研究家として名高いK博士       | 福井作太郎（新聞記者）              |
| 肖像画の題名               | ペルシャ猫を抱く女                | ペルシャ猫を抱く女                | 支那扇の女                          |
| 八木克子の旧姓             | 本位田（ほんいでん）              | 本位田（ほんいでん）              | 本多（ほんだ）                      |
| 八木家の爵位               | 伯爵                              | 伯爵                              | 子爵                                |
| 克子の夫                   | 晴彦（はるひこ）                  | 晴彦（はるひこ）                  | 冬彦（ふゆひこ）                    |
| 墓石記載の享年             | 25歳                              | 21歳                              | 該当なし                            |
| 肖像画を見せられた女性     | 本位田早苗                        | 本位田由紀                        | 朝井（旧姓：本多）美奈子            |
| 肖像画を女性に見せた人     | 了仙（僧侶）                      | 了雲（僧侶）                      | 朝井照三（美奈子の夫・小説家）      |
| 肖像画があった寺の住職     | 了然                              | 了海                              | 該当なし                            |
| 克子冤罪説の著者、収録書籍 | K博士、『犯罪研究学』（昭和11年） | K博士、『犯罪研究学』（昭和11年） | 木下渓雪、『犯罪学研究』（大正3年） |

なお、晴彦（冬彦）の母はいずれも「泰子（やすこ）」、妹は「田鶴子（たづこ）」である。

## 収録書籍
- 東京文芸社『続刊金田一耕助推理全集2 支那扇の女』（1960年）
- 春陽文庫『支那扇の女』（ISBN 978-4-394-39523-2）
- 角川文庫 『支那扇の女』（ISBN 978-4-04-112350-8）

### 短編版
- 講談社『新版横溝正史全集10』（1974年）
- 出版芸術社『金田一耕助の帰還』（ISBN 978-4-88293-117-1）
- 光文社文庫『金田一耕助の帰還』（ISBN 978-4-334-73262-2）

### 『ペルシャ猫を抱く女』
- 角川文庫 緑304-54『ペルシャ猫を抱く女』（ISBN 978-4-04-130454-9）
- 柏書房 『横溝正史ミステリ短編コレクション3 刺青された男』（ISBN 978-4-7601-4906-3）

### 『肖像画』
- 出版芸術社 『横溝正史探偵小説コレクション3 聖女の首』（ISBN 978-4-88293-260-4）